# Capoocan
Capoocan (en tagalog : Bayan ng Capoocan) est une municipalité de la province de Leyte, située dans la région des Visayas orientales sur l'île de Leyte, aux Philippines.
Lors du recensement de 2020, sa population s'élève à 33 721 habitants.

## Géographie
Capoocan est située au nord de l'île de Leyte.
D'une superficie totale de 185,40 kilomètres carrés, Capoocan est divisée administrativement en 21 barangays : 
- Balucanad
- Balud
- Balugo
- Cabul-an
- Culasian
- Gayad
- Guinadiongan
- Lemon
- Libertad
- Manloy
- Nauguisan
- Pinamopoan
- Poblacion Zone I
- Poblacion Zone II
- Potot
- San Joaquin
- Santo Niño
- Talairan
- Talisay
- Tolibao
- Visares